# جاك وودبريدج
جاك وودبريدج (بالإنجليزية: Jack Woodbridge)‏ هو مغني وعازف بيانو وملحن أمريكي، ولد في 1956.

## وصلات خارجية
- الموقع الرسمي